# Teenage Mutant Ninja Turtles II: The Secret of the Ooze
Teenage Mutant Ninja Turtles II: The Secret of the Ooze (bra: As Tartarugas Ninja II - O Segredo do Ooze; prt: Tartarugas Ninja 2) é um filme estadunidense-hong-konguês de 1991, dos gêneros comédia de ação, ficção científica e fantasia, dirigido por Michael Pressman e Terry Leonard, com roteiro de Todd F. Langen baseado nos personagens criados por Kevin Eastman e Peter Laird.

## Sinopse
As quatro Tartarugas e o Mestre Splinter enfrentam um novo desafio: conhecer a sua verdadeira origem. Eles se deparam com o Ooze (Líquido Radioativo Mutagênico), criado pela Empresa Tecno Global. O Ooze foi responsável pela transformação mutante das Tartarugas e Splinter. O Destruidor que todos pensavam estar morto ressurge e levanta novamente o Clã do Pé. Ele só pensa em se vingar das Tartarugas, por isso ordena aos seus ninjas que roube a última cápsula do Ooze no laboratório da Tecno Global. Ele obriga o Prof: Jordan Perry a usar o Ooze na criação de dois novos mutantes: Tokka e Rahzar. As Tartarugas partem então na luta contra esses novos inimigos contando com a ajuda de Keno (um jovem lutador de artes marciais), e a amiga repórter April O'Neil, com o objetivo de derrotar novamente o Destruidor e seu Clã.

## Elenco
- Paige Turco ... April O'Neil
- David Warner ... Professor Jordan Perry
- Mark Caso ... Leonardo
- Michelan Sisti ... Michelangelo
- Leif Tilden ... Donatello
- Kenn Troum ... Raphael
- François Chau ... Destruidor
- Toshishiro Obata ... Tatsu
- Kevin Clash ... Mestre Splinter
- Ernie Reyes Jr ... Keno
- Raymond Serra ... Chefe Sterns
- Kurt Briant ... Tokka
- Mark Ginter ... Rahzar